# Pompônio Januariano
Pompônio Januariano (em latim: Pomponius Ianuarianus) foi um oficial romano do século III, ativo no reinado dos imperadores Carino (r. 282–285), Numeriano (r. 283–284) e Diocleciano (r. 284–305). 

## Vida
Januariano era um homem perfeitíssimo. Entre 283 e 284, era prefeito do Egito. Entre 284 e 288, entrou no senado e pode ter mantido o ofício de prefeito pretoriano. Em 288, torna-se cônsul posterior como Maximiano.